# NGC 5680
NGC 5680 ist eine 14,1 mag helle linsenförmige Galaxie vom Hubble-Typ E-S0 im Sternbild Jungfrau.
Sie wurde am 12. April 1864 von Albert Marth entdeckt.